# Inferno - Canto trentunesimo

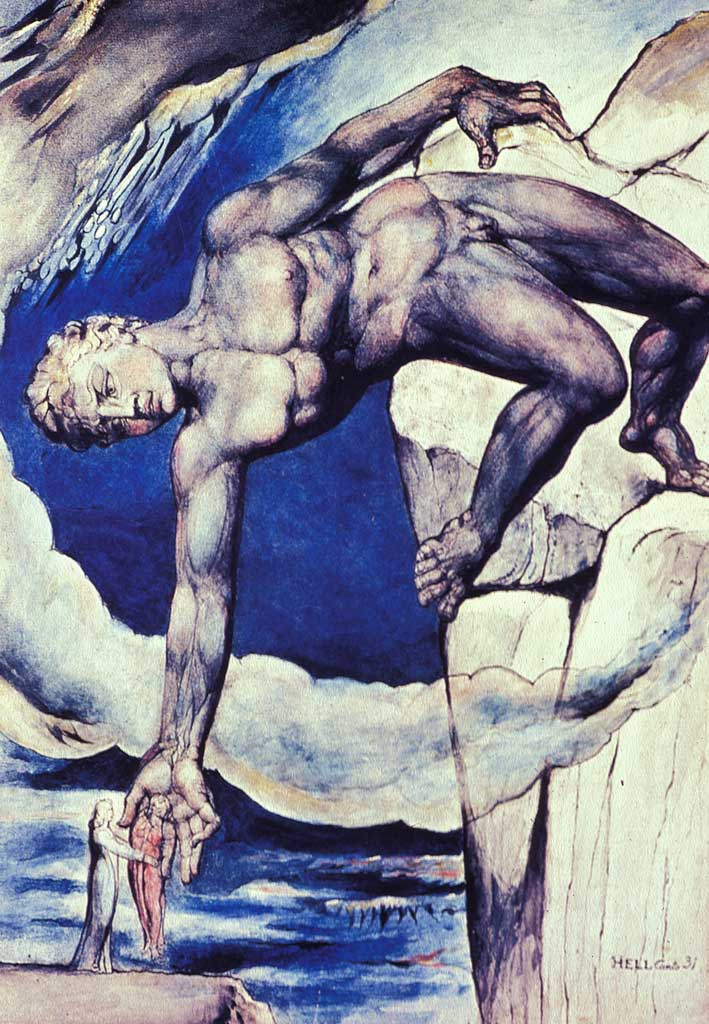
Anteo aiuta Dante e Virgilio, acquerello di William Blake

Il canto trentunesimo dell'Inferno di Dante Alighieri si svolge tra l'ottavo e il nono cerchio, nel Pozzo dei giganti, puniti per essersi opposti a Dio; siamo nel pomeriggio del 9 aprile 1300 (Sabato Santo) o secondo altri commentatori del 26 marzo 1300
Si tratta di un canto di raccordo tra due zone diverse dell'Inferno, come lo era stato il canto X (presso le mura della città di Dite) tra i peccatori di incontinenza e quelli di malizia, e i canti XVI e XVII (con il volo di Gerione) tra violenti e fraudolenti.

## Incipit
(Anonimo commentatore dantesco del XIV secolo)

## Analisi del canto

### I giganti - versi 1-45

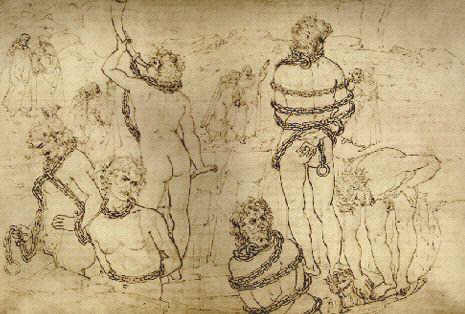
Sandro Botticelli, I sei Giganti nudi attorno al pozzo (Disegni per la Divina Commedia)

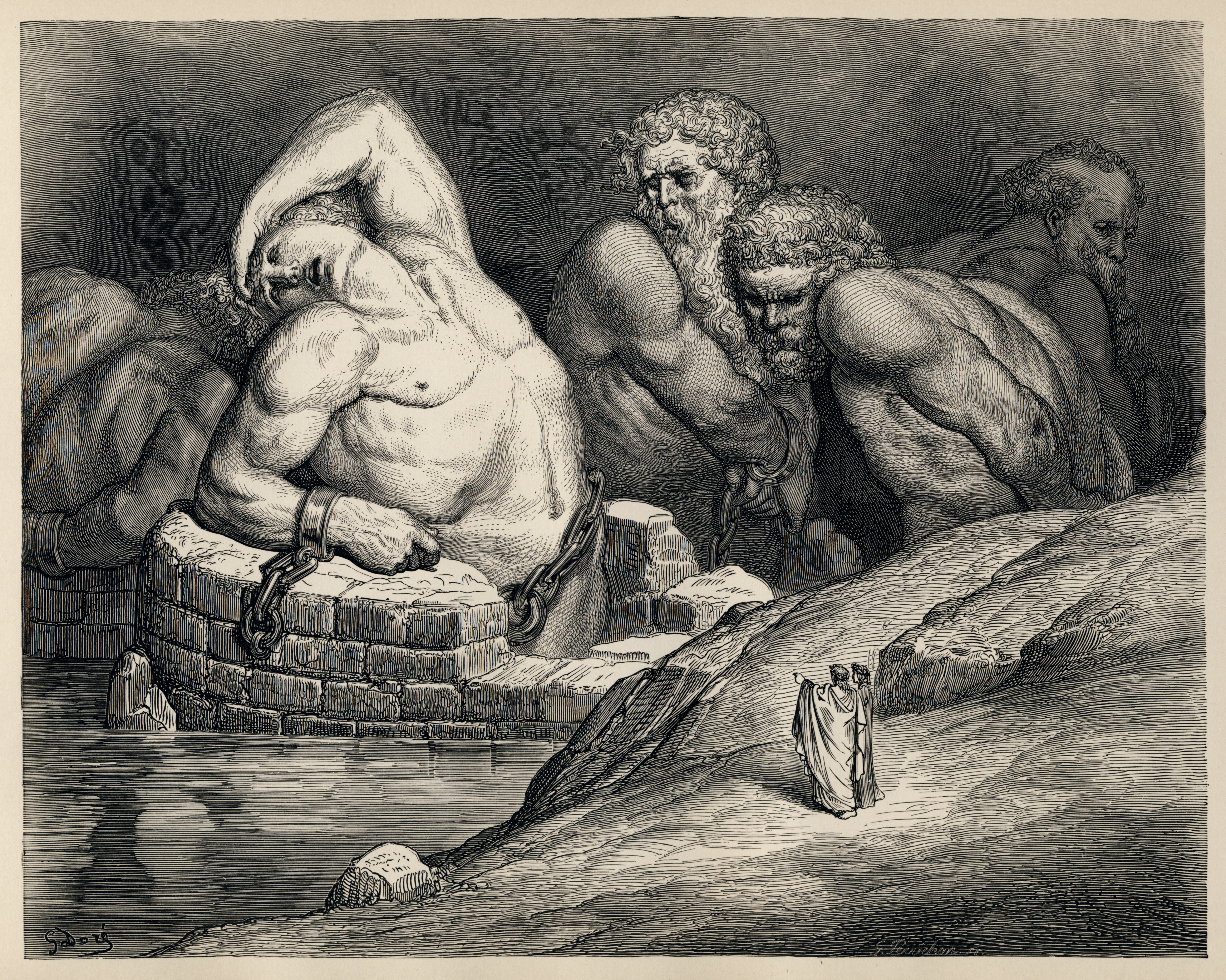
I Giganti, Gustave Doré

Il Canto inizia con la chiusura dell'episodio del canto precedente: Virgilio aveva sgridato severamente Dante per la sua pulsione plebea a guardare il battibecco volgare tra Maestro Adamo e Sinone; poi però l'aveva scusato vista la grande vergogna provata.
Dante dice quindi che la stessa lingua che lo "morse", facendolo arrossire su entrambe le guance, l'ha anche poi guarito (la medicina mi riporse), come la lancia di Peleo ereditata da Achille, che con un colpo (mancia, da alcuni inteso anche come francesismo di manche) feriva e con l'altro guariva, una figura mitologica che venne ripresa anche da Petrarca e altri poeti trecenteschi a simbolo del bacio della donna amata.
I due poeti quindi stanno camminando sull'ultimo argine dell'ottavo cerchio dopo aver attraversato l'ultima Malebolgia, procedendo in silenzio nell'oscurità che era men che notte e men che giorno, tanto che la vista si poteva spingere avanti ben poco. In questo silenzio irrompe improvviso e assordante il suono di un alto corno, più forte di qualsiasi tuono, che fece alzare gli occhi a Dante verso dove proveniva: Dante la paragona allo strabiliante suono dell'olifante che il paladino Orlando suonò a Roncisvalle (dalla Chanson de Roland) per richiamare Carlo Magno, e che non fu altrettanto forte a questo suono infernale.
Poco dopo Dante aguzzando la vista crede di scorgere alcune alte torri e chiede al maestro a quale terra (cioè città) appartengano. Virgilio lo riprende dicendogli che nell'oscurità a troppa distanza i sensi si ingannino facilmente facendoci sbagliare: perciò e bene affrettarsi per vedere meglio.
Poi prende Dante per mano, dandogli animo in questo passaggio cruciale e inizia a spiegare acciò che 'l fatto men ti paia strano, che non sono torri ma giganti, che stanno nel pozzo attorno all'argine dall'ombelico in giù.
Via via che i due si avvicinano Dante si rende effettivamente conto della realtà e si discela l'errore, ma cresce la paura di trovarsi davanti questi esseri mostruosi. Come le mura di Monteriggioni coronate dalle sue torri, così sull'orlo del pozzo torreggiano a mezzo busto li orribili giganti, che Giove continua a minacciare dal cielo ogni volta che tuona (poiché essi vennero sconfitti dai fulmini del dio nella battaglia della Flegrea).
Dante insiste continuamente sulle torri perché vuole sottolineare la grande maestosità dei giganti, ma anche la loro immobilità.
I commentatori hanno discusso se essi siano peccatori o guardiani del prossimo cerchio dei traditori: Dante ne sottolinea l'umanità, eliminando qualsiasi elemento soprannaturale in essi (a parte la statura) come se ne trovano in Lucano o in Ovidio per esempio; inoltre essi non furono traditori di nessuno, quindi è improbabile che simboleggino il tradimento (come per esempio Gerione quale custode del cerchio dei fraudolenti è simbolo di frode), ma piuttosto, anche dagli elementi che Dante sceglie per descriverli, pare che essi siano un'introduzione a Satana, situato al centro del lago ghiacciato dei traditori. Essi infatti peccarono, come Lucifero-Angelo ribelle, di superbia e assomigliano al Demonio dantesco in più elementi: la statura, l'inespressività, il paragone a edifici (torri e mulino), la posizione che impedisce di vederne le gambe, ecc.

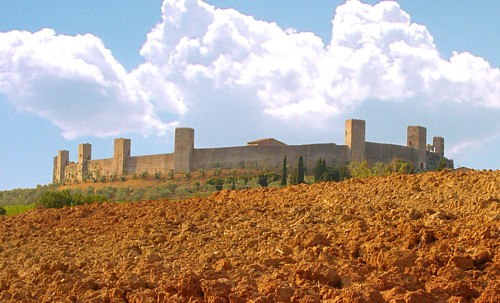
Le torri di Monteriggioni
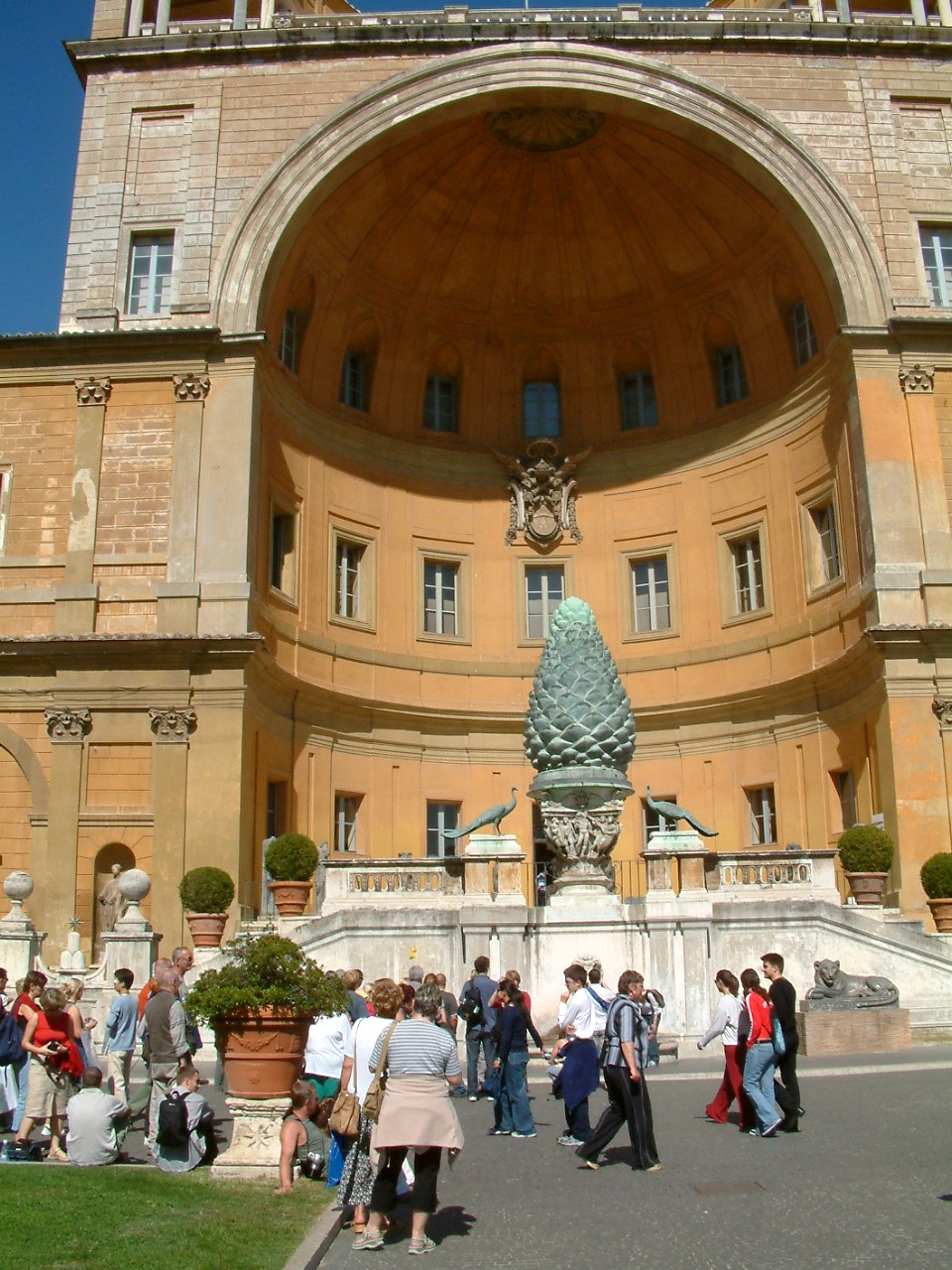
La pigna di San Pietro

### Nembrot - vv. 46-81

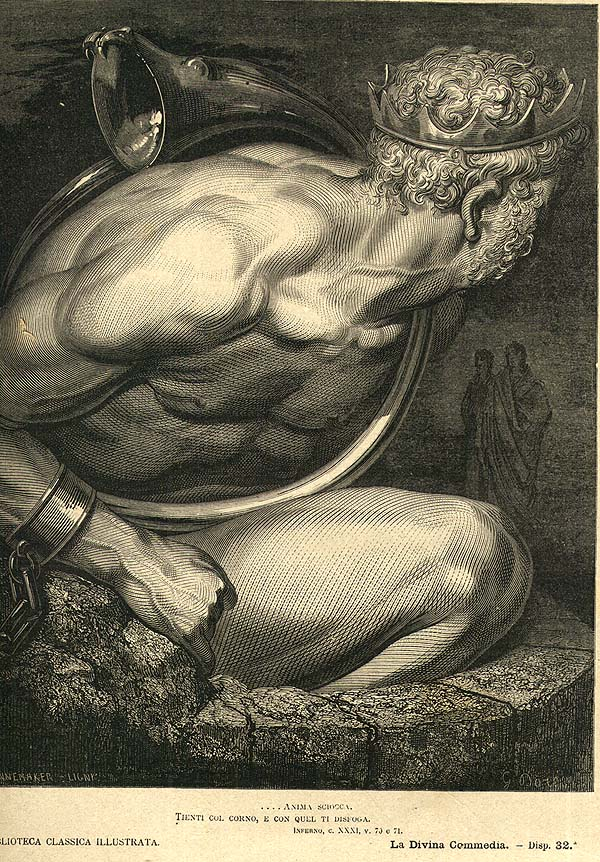
Nembrot, Gustave Doré

Intanto Dante inizia a scorgere la faccia, il petto, il ventre e braccia pendenti lungo i lati del gigante più vicino. A questa visione straordinaria viene in mente al poeta una riflessione sulla Natura, che secondo lui fece bene a cessare l'"arte" di creare tali esseri, così spesso esecutori di Marte, cioè strumento di guerra; essa crea ancora elefanti e balene senza pentirsene, e in questo chi guarda sottilmente la giudica giusta e discreta: poiché nei giganti si sommano la ragione e il mal volere alla potenza, contro le quali nessuno può ripararsi; nei grandi animali no.
La faccia del gigante ricorda a Dante la Pina di San Pietro, una pigna in bronzo di fattura romana che allora era situata davanti alla chiesa del papa e che oggi si trova nel cortile creato da Bramante nei Palazzi Vaticani: era alta quasi quattro metri; le altre membra, descrive Dante, erano proporzionate a tale misura (è la prima delle nozioni metriche che il poeta mette a dare realismo alla descrizione e che per ogni gigante danno un risultato attorno ai 25 metri).
L'argine (la ripa) gli fa da perizoma (parola piuttosto dotta per l'epoca, che deriva dal greco, presente nella Genesi a proposito della veste di Adamo e in Isidoro da Siviglia) e ne sporgeva abbastanza che tre frisoni (abitanti della Frisia creduti come della popolazione più alta al mondo) non sarebbero arrivati dall'argine ai suoi capelli: era infatti alto 30 palmi abbondanti da dove si vedeva fino a dove si attacca il mantello (le spalle). Queste misure danno più o meno lo stesso risultato di circa 25 metri d'altezza in proporzione.
(v. 67)

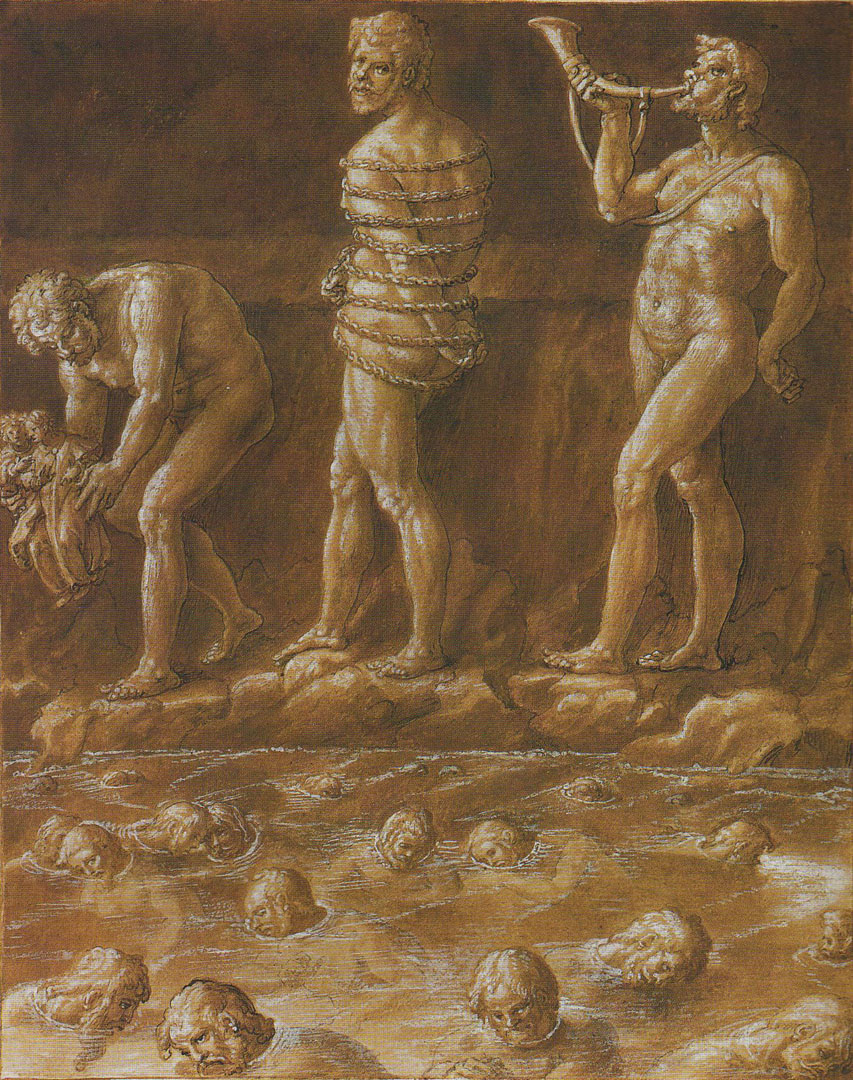
Il Pozzo dei Giganti, illustrazione di Giovanni Stradano (1587)

Il gigante allora parla, ma il suo grido non è un "dolce salmo" e Virgilio lo rimprovera dicendogli di sfogarsi piuttosto col corno e indicandoglielo ben tre volte chiamandolo anima sciocca e  anima confusa, al che alcuni hanno creduto che così Dante volesse indicare la stupidità dei giganti; in realtà la questione non è così semplice e tutto sommato non vi sono elementi sufficienti per valutare.
Per quanto riguarda l'oscura frase essa non ha dato luogo a grandi studi circa il suo significato, che Virgilio stesso definisce pochi versi dopo come incomprensibile, a differenza del più conosciuto Pape Satàn.  Piuttosto è stata a lungo discussa la sua accentazione per questioni di metrica difficili da valutare in presenza di questo linguaggio non reale. Per lo studioso francese R. Lemay la frase fa riferimento al peccato di idolatria di Nembrot e alla giusta vendetta divina. Secondo lo studio di Alberto Fratini I Sabei di Dante il termine zabi attesta il legame con i Sabei e il sabeismo ed è riconducibile alla matrice esoterica della Divina Commedia.
Parlando con Dante Virgilio spiega come questo sia Nembrot (o Nimrod), gigante biblico, che si rivela per quello che è: legato alla leggenda della Torre di Babele (secondo la dottrina dei padri della Chiesa, che collegava due passi non correlati della Genesi, X 8-10 e XI 1-9) egli usa un linguaggio che comprende solo lui e non comprende nessuna parola umana, quindi si può solo lasciarlo stare, per non parlare a vòto. La lingua di Nemrut sarebbe quindi la lingua pura delle origini (prima della catastrofe della Torre di Babele) oppure sarebbe la conseguenza, più probabilmente del fatto che a chi fosse in posizione più alta ricevette una lingua più degradata: essendo Nimrod il re di Babilonia che aveva avviato l'impresa, egli ricevette una lingua "ignobile", che Dante sottolinea con parole tronche, suoni duri ("z", doppie consonanti...) e andamento disarmonico.

### Fialte - vv. 82-111

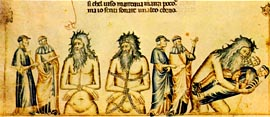
Anonimo napoletano, illustrazione per il canto XXXI

I due poeti allora si allontanano proseguendo a sinistra ed a distanza di un tiro di balestra trovano un altro gigante, più fiero e di dimensioni maggiori. Chiunque lo avesse incatenato, pensa Dante, gli aveva messo il braccio sinistro davanti e quello destro dietro, legati da una catena che solo nella parte scoperta dal collo in giù lo cingeva cinque volte.
Dopo un gigante biblico, con il piacere di pescare liberamente da più repertori iconografici e letterari, Dante introduce i Giganti della mitologia greca, in particolare Fialte, che Virgilio presenta come colui che volle superbamente sperimentare la sua potenza contro quella di Giove durante la Gigantomachia. Il contrappasso viene detto al verso 96: "le braccia ch'el menò, già mai non move", cioè sta nella sua immobilità che rende inutile la sua potenza.
Dante allora, ripensando alla scalata dei Giganti dell'Olimpo, chiede dove sia il più crudele, lo smisurato Briareo, ma Virgilio gli risponde che esso si trova dall'altra parte del cerchio, ben lontano, mentre tra poco potrà invece vedere Anteo che parla (e quindi capisce il loro linguaggio, a differenza di Nimrod) ed è sciolto (a differenza di Fialte e Briareo): due condizioni che presto si capirà perché necessarie. Segue una veloce descrizione di Briareo: "è legato e fatto come questo, / salvo che più feroce par nel volto".
Improvviso arriva un terremoto, per Dante il più violento (rubesto) che abbia mai scosso una torre. È stato Fialte che si è scosso gettando Dante nella paura di morire più che mai: egli sarebbe certo entrato nel panico se non avesse visto le salde catene imprigionare il Gigante. Sulle ragioni di questo scatto ci sono due spiegazioni principali: o il gigante non ha gradito le parole di Virgilio, perché descrivevano Briareo come più imponente di lui (quindi per superbia), oppure è solo uno scatto d'ira per essere costretto a farsi vedere in quella meschina immobilità (simile alla vergogna di Capaneo o di Caifa, già incontrati altrove nell'Inferno).

### Anteo - vv. 112-145

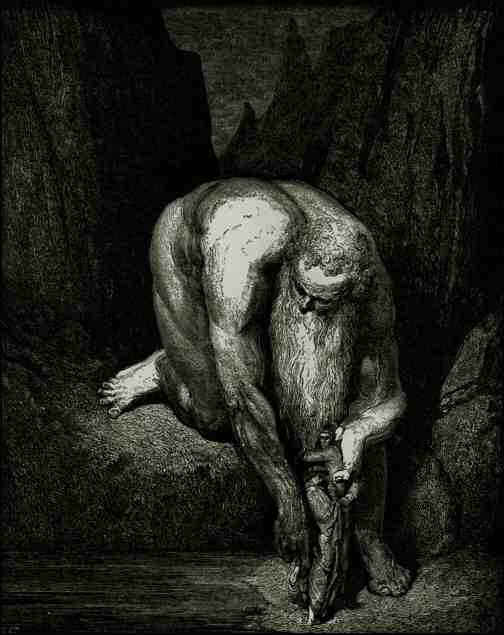
Anteo, illustrazione di Gustave Doré

Andando avanti allora i due arrivano ad Anteo, che, testa esclusa, sporgeva dal pozzo per cinque "alle", una misura in uso nelle Fiandre che corrisponde a circa 1 metro e 40.
Virgilio si rivolge a lui senza perdere tempo, usando un discorso retorico con una captatio benevolentiae da manuale: prima la suasio con esagerazioni delle gesta dell'interlocutore, poi la lusinga (parafrasando spesso frasi della Pharsalia di Lucano), il confronto con altri giganti meno forti e la promessa di fama. Nel dettaglio il suo discorso è: (parafrasi vv. 115-129) " Oh tu, che cacciasti più di mille leoni nella valle che Scipione l'Africano riempì di gloria facendo ritirare Annibale e i suoi (la valle di Zama in Libia), e che se fossi stato presente nell'alta guerra (la Gigantomachia) che combatterono i tuoi fratelli essi (i figli di Gea, la terra) l'avrebbero vinta, mettici giù, se non te ne fa schifo (sdegno), dove il freddo gela il Cocito. Non ci far andare da Tizio né da Tifeo: tu puoi darci quello di cui abbiamo bisogno, perciò chinati e non girarci le spalle (letteralmente il volto, grifo). Egli dopotutto (Dante) nel mondo può renderti fama, poiché egli è vivo e lunga vita ancora lo aspetta se la Grazia non lo chiama a sé innanzitempo".
Sul fatto per il quale Anteo non sia legato da catene, viene spiegato quale conseguenza del fatto che egli non partecipò alla guerra dei Giganti; per questo Virgilio lo lusinga dicendogli che se lui fosse stato presente essa sarebbe stata vinta.
Senza dire niente, Anteo distende la mano, la cui morsa fu già provata da Ercole (nell'episodio di Ercole e Anteo), e prende Virgilio, il quale a sua volta afferra Dante abbracciandolo. A Dante, vedere il gigante che si piega su di loro, fa venire voglia di scappare e ricorda un effetto provato al di sotto della Torre Garisenda di Bologna: mettendosi dal lato della pendenza e guardando in alto, al passaggio delle nuvole sembra che la torre cada addosso e che le nuvole siano invece ferme. Una notazione quindi di grande sagacia e realismo che specifica vividamente quest'esperienza soprannaturale, un po' come la descrizione del volo in groppa a Gerione (Inf. XVII).
Lievemente i due poeti vengono deposti al fondo che divora / Lucifero con Giuda, cioè nel fondo del pozzo del Cocito.
Il gigante allora non rimane chinato, ma nel rispetto della sua pena all'immobilità, si leva subito come albero in nave.